# Freddie Freeloader
Freddie Freeloader (deutsch: Freddie, der Schnorrer) ist eine Jazzkomposition von Miles Davis. Es wurde zuerst auf dessen Album Kind of Blue im Jahr 1959 veröffentlicht.

## Die Komposition
Das Stück hat die Form eines zwölftaktigen Blues in B-Dur. Davis bevorzugte Wynton Kelly als Pianist für diesen Titel an Stelle von Bill Evans, da Kelly, der bereits mit Hank Mobley und Billie Holiday gearbeitet hatte, als Blues-Spezialist galt. Die Soli werden von Miles Davis, John Coltrane, Cannonball Adderley und Wynton Kelly gespielt. 
Die Herkunft des Namens ist nicht gesichert. Nach dem Dokumentarfilm Kind of Blue: Made in Heaven wurde die Komposition nach einem Mann namens Freddie benannt, der häufig versuchte, ohne zu zahlen die Aufnahmen der Miles Davis Group zu hören. Der Name könnte auch inspiriert sein von Red Skeltons Rolle als Freddie, the Freeloader, der Hobo-Clown. Anderen Quellen zufolge war Freddie the Freeloader der Barmann einer Bar in Philadelphia.

## Weitere Aufnahmen
Freddie Freeloader wurde von Stanley Jordan für sein Debüt-Album Magic Touch aufgenommen. Eine von Bobby McFerrin gesungene Version von Freddie Freeloader wurde von Jon Hendricks auf dem gleichnamigen Album aufgenommen. Weitere Versionen stammen von Mark Whitfield und Wes Montgomery. Donald Harrison nahm neben Freddie Freeloader auch weitere Kind of Blue-Kompositionen wie Flamenco Sketches für sein Album Kind of New auf. 
Bill Evans nahm das Stück für sein Album aus dem Jahr 1977, You Must Believe in Spring auf; veröffentlicht wurde das Stück auf der Neuausgabe im Jahr 2003.

## Rezeption
Thomas Ward schrieb bei allmusic: „Freddie Freeloader ist, wie Vieles auf Kind of Blue, eine Studie der rhythmischen und melodischen Einfachheit … Es ist wirklich eine Freude, den Pianisten Wynton Kelly mit dieser Sparsamkeit spielen zu hören, und gewiss ist Coltranes Saxophonsolo in der Mitte eine Offenbarung.“ (Autor: Thomas Ward: Quelle: Review des Lieds von Thomas Ward)